# International Federation of Building Workers
De International Federation of Building Workers (IFBW), ook bekend als Building Workers' International, was een internationaal vakbondssecretariaat.

## Historiek
Het stichtingscongres vond plaats te Berlijn in 1903. De hoofdzetel werd gevestigd te Hamburg. In 1925 integreerde de Carpenters' International in de IFBW en op 1 april 1934 ten slotte fuseerde de IFBW met de International Federation of Wood Workers (IFW). Uit deze fusie ontstond de International Federation of Building and Wood Workers (IFBWW).

## Structuur

### Bestuur
| Periode     | Algemeen secretaris  |
| ----------- | -------------------- |
| 1903 - 1913 | Theodor Bömelburg    |
| 1913 - 1919 | Fritz Paeplow        |
| 1919 - ?    | Georg Käppler        |
| ? - 1934    | Jaap van Achterbergh |